# Ikechukwu Uche
Ikechukwu Uche (Aba, 5 januari 1984) is een Nigeriaans voetballer die bij voorkeur als aanvaller speelt. Hij verruilde in 2016 Tigres UANL voor Gimnàstic de Tarragona. Uche debuteerde in 2007 in het Nigeriaans voetbalelftal. Zijn oudere broer Kalu Uche is ook profvoetballer.

## Clubcarrière
Uche speelde in zijn geboorteland voor Heartland FC. Op 17-jarige verhuisde hij naar de Galicische ploeg Racing de Ferrol, dat op dat moment uitkwam in de Segunda División A. Uche speelde er in zijn eerste seizoen bijna niet. De club degradeerde dat jaar. Een divisie lager speelde Uche 24 wedstrijden.
Recreativo de Huelva nam Uche in 2003 voor €300.000,- over. In zijn eerste seizoen in Andalusië scoorde hij twaalf keer. In het seizoen 2005-06 werd hij vervolgens topscorer van de Segunda División A en promoveerde hij met zijn ploeg naar de Primera Division. Na dat seizoen werd Uche gekocht door Getafe CF, oorspronkelijk als wisselspeler. Op 29 november 2008 kwam hij bij een 0–1 achterstand in het veld tijdens een Madrileense derby tegen Real Madrid. Met drie goal bepaalde hij de eindstand op 3–1. Uche speelde zich daarmee bovendien in bij Getafe.
Uche werd in het begin van het seizoen 2009-2010 vastgelegd door Real Zaragoza. In zijn tweede match, tegen Sevilla FC, raakte hij zwaar geblesseerd aan de knie, waardoor hij zeven maanden aan de kant stond. Nadat hij volledig gerevalideerd was, blesseerde hij zich op training opnieuw en lag hij er opnieuw zes maanden uit. Op 19 februari 2011 keerde Uche terug in het veld. Op 2 maart maakte hij vervolgens zijn eerste doelpunt voor de ploeg uit Aragon, zijn eerste doelpunt sinds mei 2009 (toen nog in dienst van Getafe).
Hij verruilde in juli 2015 Villarreal CF voor Tigres UANL in Mexico. In januari 2016 werd hij verhuurd aan Málaga CF. In de zomer van 2016 ging hij voor Gimnàstic de Tarragona spelen.

## Interlandcarrière
Op 10 februari 2013 won hij met Nigeria het Afrikaans kampioenschap na een 1–0 winst in een finale tegen Burkina Faso.

## Erelijst
Recreativo de Huelva
- Segunda División A

2006
 Nigeria
- Afrikaans kampioenschap voetbal

2013

## Trivia
- Zijn voornaam, Ikechukwu, is Igbo voor 'Gods kracht'.